# HD 93083
HD 93083 és un estel de magnitud 8,33 en la constel·lació de la Màquina Pneumàtica (Antlia). És una nana taronja de classe espectral K2V, una mica menys calenta i lluminosa que el Sol. Existeix un exoplaneta orbitant-lo.

## Sistema planetari
En 2005, es va anunciar el descobriment d'un planeta orbitant HD 93083. El planeta va ser descobert usant el mètode de la velocitat radial.
| Planeta | Massa   | Semieix major(UA) | Període orbital (dies) | Excentricitat |
| ------- | ------- | ----------------- | ---------------------- | ------------- |
| b       | 0,37 MJ | 0,477             | 143,58 ± 0,60          | 0,14 ± 0,03   |